# يان بورتر
يان بورتر (بالإنجليزية: Ian Porter)‏ هو ممثل أمريكي، ولد في 12 أبريل 1965 في المملكة المتحدة.

## وصلات خارجية
- يان بورتر على موقع IMDb (الإنجليزية)
- يان بورتر على موقع ألو سيني (الفرنسية)
- يان بورتر على موقع أول موفي (الإنجليزية)
- يان بورتر على موقع قاعدة بيانات الأفلام السويدية (السويدية)
- يان بورتر على موقع قاعدة بيانات الفيلم (الإنجليزية)
- يان بورتر على موقع كينوبويسك (الروسية)